# Anders Gudmundsson i Berte
Anders Gudmundsson (i riksdagen kallad Gudmundsson i Berte), född 2 november 1804 i Slöinge församling, Hallands län, död där 19 augusti 1869, var en svensk lantbrukare och riksdagsman.
Gudmundsson var lantbrukare i Berte i Halland på hemmanet Berte med tillhörande Berte Qvarn, som han tillsammans med sin tvillingbror Bengt Gudmundsson övertagit efter fadern som avlidit 1810. Hemmanet arrenderades av kyrkan men Bengt och brodern Anders kämpade hårt för att få skattköpa jorden, vilket slutligen lyckades 1872, medan båda bröderna var avlidna och Berte innehades av Anders Gudmundssons svärson. Anders Gudmundsson övertog vid riksdagen 1856 den riksdagsplats i bondeståndet för Årstads, Faurås och Himle härader som brodern Bengt kort före sin död valts in på. Han kom att representera Hallands norra domsaga även vid riksdagarna 1859, 1862 och ståndsriksdagen 1865–1866. Han var senare även ledamot av riksdagens andra kammare 1867–1869.